# Rå (skibsterminologi)
 For alternative betydninger, se Rå. (Se også artikler, som begynder med Rå)
En rå (flertal ræer) er et rundholt placeret på tværs af en mast. Som regel føres et råsejl mellem to ræer, hvoraf den øverste rå (over-råen) kan hejses op og ned ad masten, mens under-råen er fastgjort i et specielt beslag, kaldet rakken (dette kan variere fra rig til rig, hvor flere ræer kan hejses eller sænkes).
De forskellige ræer har mange navne, alt efter hvilken type rig de sidder på (fuldrigger-Barkentine-topsejlskonnert-bark m.m.)
På en barkentine (råsejl på formast) er de benævnt som røjl-bram-mærs-fok nævnt fra top og ned. Der kan være endnu flere ræer og så er de typisk benævnt med f.eks. undermærs-overmærs overbram-underbram m.m.
På mindre skibe som f.eks. vikingeskibe, eller som det nederste sejl på en fuldrigget mast, føres sejlet uden underrå.
Råsejlet var den første type sejl kendt på de nordiske sejlskibstyper, normalt betegnet som vikingeskibe (afbilledet fra ca. 600). Råen var en bom løst monteret med et såkaldt råbånd, hvorfra vi kender udtrykket råbåndsknob, der var betegnelsen for det knob, der bandt råbåndet rundt om masten.
Ræerne kan drejes i det vandrette plan for at bringe sejlet i en gunstig position i forhold til vindretningen. I det lodrette plan kan ræerne kun justeres minimalt.
| Vandsport/vandtransport | Spire Denne vandsports- eller vandtransportsartikel er en spire som bør udbygges. Du er velkommen til at hjælpe Wikipedia ved at udvide den. |